# Спидуэй (Индиана)
Спидуэй (англ. Speedway) — город в тауншипе Уэйн округа Марион в штате Индиана в Соединённых Штатах Америки.
Согласно данным переписи населения США 2020 года, число жителей города составляло 13 952 человека, что, для такого небольшого населённого пункта, существенно больше, чем было во время предыдущей переписи, проводившейся в 2010 году (11 812 человек).

## История
В 1909 году был открыт Индианаполис Мотор Спидвей — второй по возрасту из действующих автодромов в мире (после Милуокской мили), а три года спустя был заложен и город, первоначально как спальный район, который получил своё название по названию градообразующего предприятия.
В июле 1926 года Спидуэй официально получил статус города.
В 2005 году исторический район города был включен в Национальный реестр исторических мест США.

## География
Город расположен в западной части округа Марион в 5 милях (8 км) к западу-северо-западу от центра Индианаполиса. Спидуэй, Бич-Гров, Лоренс и Саутпорт известны как «excluded cities» то есть «исключенные (из состава Индианаполиса) города».
Согласно данным Бюро переписи населения США, Спидвей имеет общую площадь 4,79 квадратных миль (12,41 км2), из которых 0,004 квадратных миль (0,01 км2 или 0,08 %), приходится на водную поверхность.

## Климат
Климат в этой области характеризуется жарким влажным летом и, как правило, мягкой или прохладной зимой. Согласно системе классификации климата Кёппена, здесь влажный субтропический климат, обозначаемый аббревиатурой «Cfa» на климатических картах. Однако при дневном среднем значении января около −2 °C (28 °F), климат Спидуэя очень близок к влажному континентальному типу.